# Stecherschleuse
Stecherschleuse ist heute ein Wohnplatz von Niederfinow (Barnim), in dem rund 250 Bürger wohnen und verdankt seinen Namen der im Jahre 1745 von Johann Gottfried Stecher erbauten Schleuse des Finowkanals.
Sie wurde im Zuge von dessen Ausbau 1877 erneuert sowie nach Kriegsschäden 1957/58 wieder instand gesetzt. In unmittelbarer Nachbarschaft der Schleuse wurden Büdner angesiedelt, und es entwickelte sich allmählich die kleine Siedlung am Talrand bzw. in den Nebentälern der Finow. Die in der zweiten Hälfte des 19. Jahrhunderts entstandenen Ziegeleien nutzten den am Talrand anstehenden Tonmergel und den Finowkanal zum Transport. Rund um die Schleuse Stecher befindet sich einer der reizvollsten Abschnitte des Finowtals.